# 卡洛·马宁卡
卡洛·马宁卡（芬蘭語：Kaarlo Maaninka，1953年12月25日—），芬兰男子田径运动员，主攻长跑。他曾代表芬兰参加1980年夏季奥林匹克运动会田径比赛，获得一枚银牌和一枚铜牌。